# Bruno Lebel
Bruno Lebel, nacido el 25 de septiembre de 1933 en Amiens, es un escultor francés

## Datos biográficos
Alumno en la École des Beaux-Arts de París.
Ganó el Primer Gran Premio de Roma de Escultura en 1958, con la obra La mort d'Echo. Permanece pensionado en la Villa Médici de Roma de 1959 a 1962. Durante este periodo es alumno de Balthus en la Academia de Francia en Roma y realiza numerosas exposiciones en Roma y París. Posteriormente expuso en Madrid, donde obtuvo el Primer gran Premio de la Casa de Velázquez, en su 35 promoción de 1964-1965. En la exposición organizada en Madrid en 1965 presentó una cabeza modelada con motivos arcaizantes, egipcios.
De vuelta a Francia en 1966, experimentó con el uso de resinas de poliéster en las artes plásticas e instaló su propia fundición de metal en su estudio en La Chaussée-Tirancourt.
Realiza muchas obras monumentales, a menudo en bronce, para las instituciones públicas.
En 1979 fue nombrado profesor en la Escuela Politécnica y en 1982, el Consejo General de Somme le asignó la tarea del estudio del acondicionamiento del oppidum de La Chaussée-Tirancourt y la construcción de un museo arqueológico.
En 1994, Bruno Lebel fue nombrado director de la Domaine de Samara , extenso parque arqueológico y prehistórico en La Chaussée-Tirancourt en la Picardie.

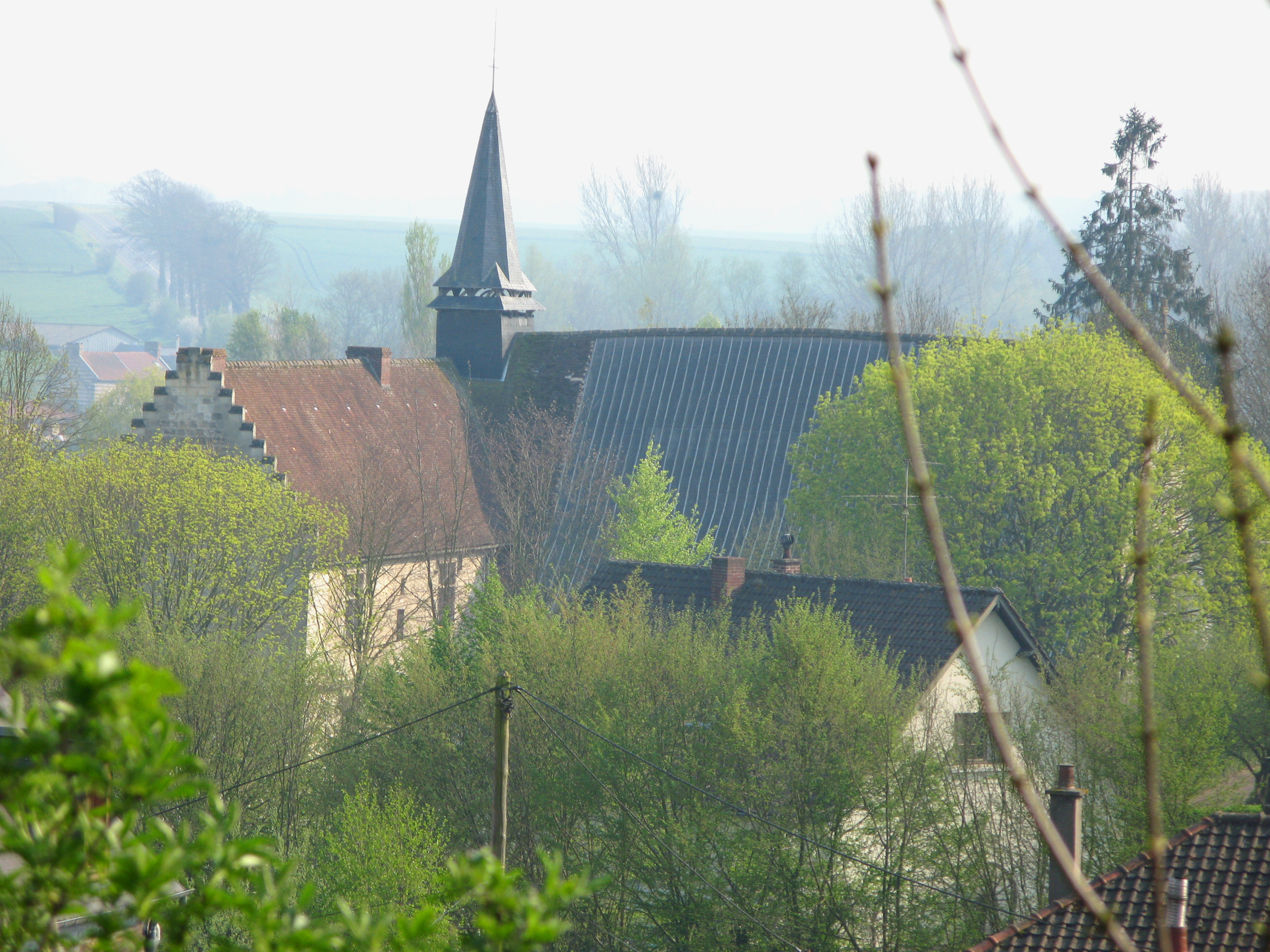
Vista del Priorato de Airaines.

En 2006 fue nombrado miembro de la Academia de las Ciencias, las Letras y las Artes de Amiens .
Paralelamente, continúa sus creaciones y exposiciones. La última exposición tuvo lugar en 2008 en el Priorato de Airaines.
Bruno Lebel también pasa mucho tiempo con los estudiantes de arte, en un estudio que creó en 1999, un taller con un propósito formativo. Entre los artistas vinculados con el Atelier Bruno Lebel se encuentra el pintor Philippe Lasselin.

## Obras
En su faceta como diseñador de espacios, destaca su trabajo realizado en “Les Hameux de Cariolan” Francia.
También en edificio de exposiciones del proyecto Samara. De este proyecto sobresale la composición del edificio mediante cúpulas de diferentes alturas y el jardín laberinto de 1983
Sus esculturas reproducen construcciones humanas a escala, castillos y edificios antiguos.
Entre las mejores y más conocidas obras de Bruno Lebel se incluyen las siguientes:
- La porte du présent, 1997[10]
- Maison de l'ermite , 1998[11]
- La montagne habitée, 1999[12]